# Meine Welt (Lied)
Meine Welt ist ein Lied des deutschen Synthiepop-Sängers Peter Heppner. Das Stück ist die einzige Singleauskopplung aus seinem zweiten Studioalbum My Heart of Stone.

## Entstehung und Artwork
Geschrieben wurde das Lied gemeinsam von Peter Heppner, Lothar Manteuffel und Dirk Riegner. In Zusammenarbeit mit Thommy Hein waren Manteuffel und Riegner auch für die Instrumentalisierung, Produktion und Programmierung verantwortlich. Das Mastering erfolgte durch Master & Servant in Hamburg, unter der Leitung von Tom Meyer. Die Aufnahmen entstanden in den Berliner Thommy Hein Tonstudios von 2011 bis 2012. Meine Welt wurde unter dem Musiklabel Polydor veröffentlicht, durch Art 4 Art Music, den Gute Zeiten Musikverlag, den Hanseatic MV und den pH-Werk Musikverlag verlegt sowie durch Universal Music Publishing vertrieben.
Auf dem dunkel gehaltenen Cover der Maxi-Single ist – neben Künstlernamen und Liedtitel – ein Comicbild, welches ein kleines Männchen in einem schwebenden UFO zeigt, zu sehen. Wie bei vielen Tonträgern Heppners zuvor, stammt das Artwork wieder von Ulrike Rank.

## Veröffentlichung und Promotion
Die Erstveröffentlichung von Meine Welt erfolgte am 4. Mai 2012 in Deutschland, Österreich und der Schweiz. Die Maxi-Single ist als Download und physischer Tonträger erhältlich. Die physische Maxi-Single wurde als 2-Track-Single veröffentlicht und beinhaltet neben der Singleversion von Meine Welt das englischsprachige Lied Give Us What We Need (Truth Is Not the Key) als B-Seite. Digital ist das Lied zum Einzeldownload oder als EP erhältlich. Die EP beinhaltet, neben den zwei Stücken des physischen Tonträgers, eine zusätzliche Kinderversion und zwei Remixe zu Meine Welt. Die Remixe entstammen von Mike Candys und Jean F. Cochois. Neben der Singleversion erschien im Laufe des Jahres auch eine Pianoversion von Meine Welt als Einzeldownload.
Die erste Werbemaßnahme für Meine Welt erfolgte am 12. April 2012 über Facebook, indem eine kurze Hörprobe des Liedes hochgeladen wurde. Einen Tag später wurden einige Screenshots zum Musikvideo vorgestellt. Am 17. April 2012 folgte ein Liveauftritt in der Harald Schmidt Show; hierbei spielte Heppner zusammen mit Dirk Riegner eine Pianoversion des Liedes. Die letzte größere Werbeaktion war ein Werbetrailer für die RTL-II-Seifenoper Berlin – Tag & Nacht. In diesem untermalte Meine Welt einen Werbespot, in der die Darstellerin Pia Tillmann in ihrer Rolle als „Meike“ zu sehen war, der das Format bewerben sollte.

## Inhalt
Der Liedtext zu Meine Welt ist in deutscher Sprache verfasst. Die Musik wurde von Peter Heppner, Lothar Manteuffel und Dirk Riegner, der Text eigens von Heppner verfasst. Musikalisch bewegt sich das Lied im Bereich des Synthie-Pop. Das Tempo beträgt 160 Beats per minute. Das Lied beginnt mit der ersten Strophe. Zwischen der ersten und zweiten Strophe erfolgt eine kurze Pause, in dem Heppner nur die Aussage „Meine Welt“ wiederholt. Nach der zweiten Strophe erfolgt erstmals der Refrain. Nach diesem kommt eine Bridge, ehe das Lied mit dem erneuten Refrain endet. Die Strophen und der Refrain bestehen jeweils aus vier Zeilern. Als zusätzliche Instrumentalisten sind Boris Matchin am Cello sowie Stefan Pintev und Rodrigo Reichel an der Viola bzw. der Violine zu hören.
In einem Interview äußerte sich Heppner kritisch über die aus seiner Sicht abhandengekommen Protestkultur und plädierte dafür, dass sich die Menschen wieder mehr für ihre Träume und Visionen einsetzen sollten. Das Problem greift er inhaltlich in Meine Welt auf. Man solle niemals seine Träume oder Visionen aus den Augen verlieren, auch wenn diese nicht in absehbarer Zeit zu verwirklichen seien. Selbst wenn ein Wunsch oder ein Ziel im ersten Sinne noch so „naiv“ erscheine (wie beispielsweise der Weltfrieden), sollte man dennoch an ihnen festhalten.

„Und die Liebe, die wird rot;
und der Hass schwarz wie der Tod.
Ich mach’ das so wie’s mir gefällt,
denn ich mal ja … meine Welt.“

Neben der Singleversion entstand zeitgleich eine Kinderversion zu Meine Welt. Zur Entstehung sagte Heppner in einem Interview, dass er von den beiden Kindern (Carla und Jule) aus seinem näheren Bekanntenkreis gefragt wurde, ob sie das Lied auch mal singen dürften; und das hielt er für eine „ganz gute Idee“. Beide Seiten hätten viel Spaß bei der Aufnahme gehabt. Es sei nicht das erste Mal gewesen, dass er mit Kindern arbeitete. Bereits bei Wir sind wir aus dem Jahr 2004 arbeitete Heppner mit einem Kinderchor, aber hierbei sei er viel näher an den beiden dran gewesen. Heppner kannte die beiden Kinder bereits im Vorfeld. Die Aufnahmen erfolgten bei ihm und das habe „einfach großen Spaß gemacht“. In dieser Kinderversion tauschen Carla und Jule die Rollen mit Heppner, sodass sie für den Hauptgesang verantwortlich sind und Heppner zusammen mit der Sängerin Katrin Sommer lediglich im Hintergrund zu hören ist.

## Musikvideo
Das Musikvideo zu Meine Welt feiert am 20. April 2012, auf Heppners Homepage und MyVideo, seine Premiere. Zu sehen ist ein kurzer Zeichentrickfilm mit einem kleinen Comicmännchen, dass durch eine Welt reist und dabei mit Farbe und Pinsel ausgestattet ist, mit dem es neue Dinge in die Welt hinzuzeichnet oder Dinge einfach nur bunt anmalt. Zu Beginn des Videos ist das Männchen in einem leeren grauen Zimmer zu sehen, welches nur mit einer ausgeschalteten Glühlampe ausgestattet ist und beginnt etwas zu zeichnen und in die gezeichnete Welt abtaucht. Nach einer Reise durch die neugestaltete Welt (die mit dem Liedtext übereinstimmt) ist das Männchen gegen Ende des Videos wieder im Ausgangszimmer zu sehen, welches bunt mit Bildern und Postern plakatiert ist und die Glühlampe leuchtet. Zwischendurch sind immer wieder kurze Realbilder Heppners, in Plakaten oder großen Leinwänden, zu sehen. Die Gesamtlänge des Videos beträgt 3:26 Minuten. Regie führte wie schon bei Glasgarten erneut Ulrike Rank.

## Mitwirkende
| Liedproduktion - Carla und Jule: Hintergrundgesang - Thommy Hein: Instrumentalisierung, Musikproduzent, Programmierung - Peter Heppner: Gesang, Komponist, Liedtexter - Lothar Manteuffel: Instrumentalisierung, Komponist, Musikproduzent, Programmierung - Boris Matchin: Cello - Tom Meyer: Mastering - Stefan Pintev: Viola, Violine - Rodrigo Reichel: Viola, Violine - Dirk Riegner: Instrumentalisierung, Komponist, Musikproduzent, Programmierung - Katrin Sommer: Hintergrundgesang Visualisierung - Ulrike Rank: Artwork (Cover), Regisseur (Musikvideo) | Unternehmen - Art 4 Art Music: Verlag - Gute Zeiten Musikverlag: Verlag - Hanseatic MV: Verlag - Master & Servant: Mastering - pH-Werk Musikverlag: Verlag - Polydor: Musiklabel - Thommy Hein Tonstudios: Tonstudio - Universal Music Publishing: Vertrieb |

## Rezensionen
Das deutschsprachige Online-Magazin laut.de bewertete das Gesamtprodukt My Heart of Stone mit 3/5 Sternen. Kai Butterweck kam während seiner Kritik zu dem Entschluss, dass das „nachdenkliche“ Stück Meine Welt eher „Kämpfer- und Hoffnungsherzen“ pochen ließe, als tieftraurigen Gefühlen eine Plattform zu geben.
Andreas Schulz von musikreviews.de vergab 13 von 15 Punkten für My Heart of Stone. Schulz kam der Gedanke, dass sich manch einer nicht wirklich mit Meine Welt anfreunden könne. Ein „kindlich-naiver“ Text, „simple “dadadam dadadam”-Gesangspassagen“ und zum Ende hin „dramatische“ Streicher. Das Stück sei „kitschig“, aber auch „soooo schön“ – gerade weil es so naiv sei, wie es ist. Die Kinderversion sei dann schon zu viel „Zuckerguss“, aber immer noch in sich stimmig.
Das deutschsprachige E-Zine Plattentests.de bewertete My Heart of Stone mit sieben von zehn Punkten. Oliver Ding von der Online-Redaktion ist der Meinung das Heppner auf dem Album durch Stücke wie Meine Welt „natürlich“ angreifbar sei, wenn er naive Bilder male und von einer Welt aus Kinderaugen erzählt. Doch bevor der Spott gehässig werden könne, setzt er ein trotziges „Und träumen darf ich ja wohl noch!“ entgegen und garniert die treffliche Synthetik mit jeder Menge „Dadadamms“. Das sitze, weil Pop eben übers Ohr und nicht übers Hirn funktioniere. Ding hob Meine Welt als eines von vier „Highlights“ des Albums hervor.

## Chartplatzierungen
Meine Welt erreichte in Deutschland Rang 44 der Singlecharts und konnte sich vier Wochen in den Top 100 platzieren. In Österreich und der Schweiz blieb ein Charteinstieg bis heute verwehrt. Für Heppner als Interpret ist dies der neunte Charterfolg in Deutschland. Als Komponist ist dies bereits sein zwölfter und als Textdichter bereits sein 15. Charterfolg in Deutschland.

## Coverversionen
- 2015: Solar Fake (Album: Live & Akustik 2015 – theARTer Gallery)[16]